# Polizia di frontiera
La polizia di frontiera è un servizio e una specialità di polizia consistente nel controllo di chi transita un varco di confine nazionale e nella tenuta in sicurezza della relativa frontiera.

## Descrizione generale
Generalmente il servizio si affianca in genere ad attività militari di difesa dei confini territoriali nazionali, e in alcuni paesi gli stessi enti gestiscono l'insieme delle attività; l'attività si affianca inoltre a generici compiti di dogana, sebbene in questo caso lo stralcio della competenza in favore di enti o corpi specializzati sia più frequente. In genere, però, i corpi di polizia preposti alle frontiere hanno competenze di polizia giudiziaria sufficienti a coprire tutte le fattispecie previste dal diritto penale e non è raro il caso di deleghe anche di mero fatto per talune funzioni.
Nel passaggio fra le diverse giurisdizioni internazionali va quindi assicurata la regolarità del transito dell'eventuale personale armato che accompagna a titolo di scorta il soggetto protetto, così come ovviamente delle armi e delle tecnologie trasferite con questo.

## Requisiti del personale

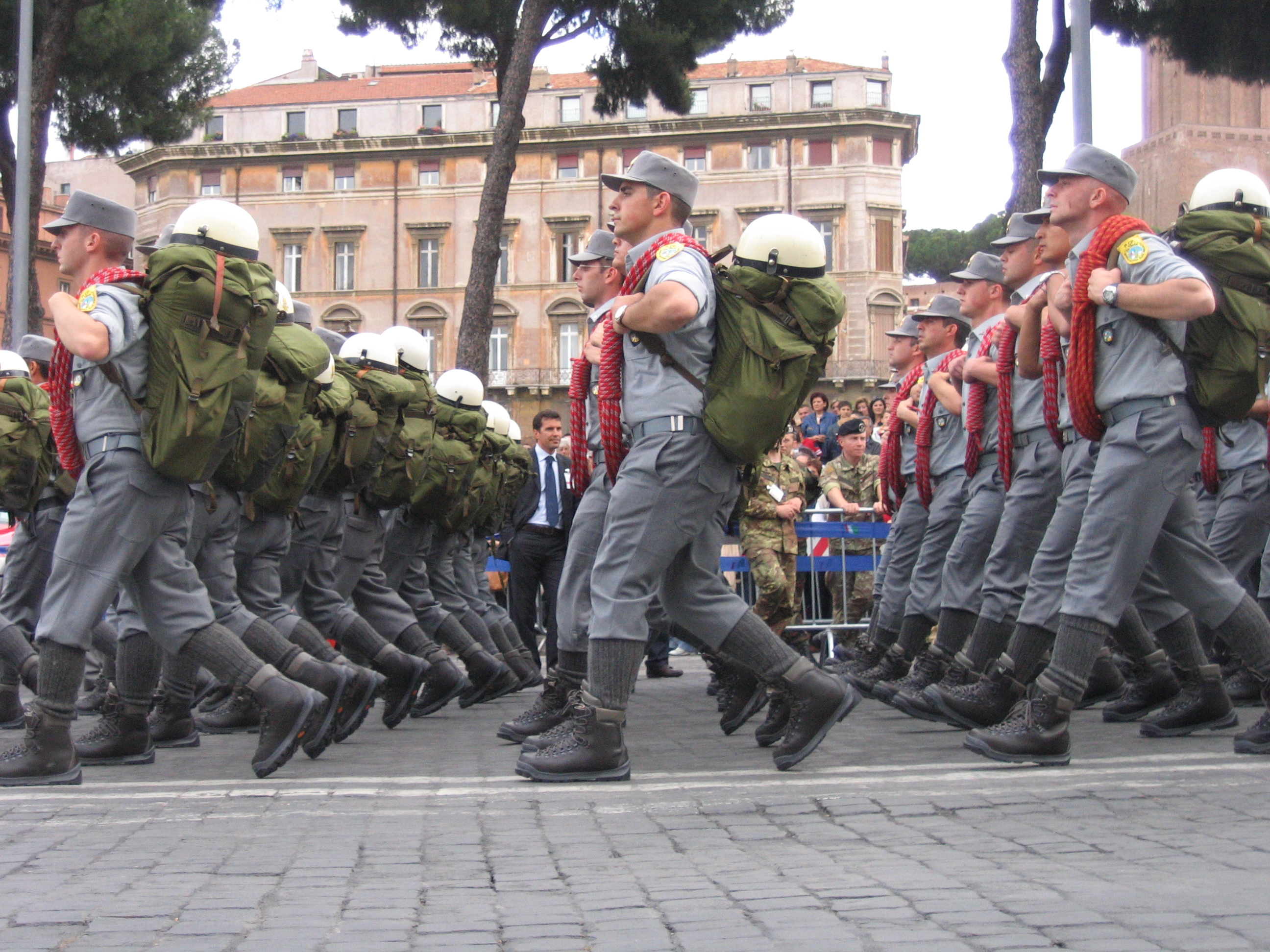
Un reparto di polizia di frontiera alpina della Guardia di Finanza in parata

Il personale addetto a compiti di polizia di frontiera deve avere adeguata competenza in materia di diritto internazionale, segnatamente sugli ordinamenti dei paesi eventualmente confinanti, di diritto tributario e di diritto amministrativo in genere.
Per quanto attiene alla frontiera aerea, da alcuni decenni si richiedono nozioni sulle tecniche operative di contrasto al terrorismo (sono già molti ormai, infatti, gli atti di terrorismo perpetrati all'interno di scali o su aeromobili).

## Lo sconfinamento
Il personale della polizia di frontiera, specialmente di quella terrestre, nell'adempimento dei propri compiti d'istituto può trovarsi costretto a introdursi nel territorio dello Stato limitrofo. Ciò può accadere ad esempio nel protrarsi dell'inseguimento di catturandi i quali oltrepassino il confine.
Accordi bilaterali o trattati di più vasto respiro prevedono in genere queste eventualità, accordando all'inseguitore la facoltà di proseguire con ragionevoli limitazioni l'inseguimento, per lo più condizionando tale facoltà a determinate condizioni di flagranza e nel principio generale di collaborazione fra gli enti omologhi dei paesi interessati e di subordinazione alla forza domestica. Ciò costituisce un'eccezione rispetto al principio generale per il quale è vietato alle forze armate di entrare in armi in paesi stranieri.
Per ragioni di praticità, in genere i valichi bilaterali dispongono di una zona neutrale, detta "terra di nessuno", che consente di risolvere la maggior parte dei casi concreti dando il tempo agli operatori del paese ricevente di organizzarsi per il trattamento cui sottoporre chi sconfina. Lo sconfinamento non autorizzato è in molte legislazioni causa legittima di uso delle armi da parte degli operatori di polizia.

## Attività

### Il controllo dei viaggiatori
Il controllo frontaliero dei viaggiatori fornisce la verifica della regolarità dei transiti dei viaggiatori sotto diversi aspetti.
Sotto l'aspetto dell'emigrazione e dell'immigrazione, si verifica che i viaggiatori posseggano i requisiti soggettivi per il transito, ma anche che non vi siano condizioni ostative all'ingresso nel paese di destinazione. Sono in genere richiesti per l'ingresso in un paese documenti di accreditamento del paese d'origine riconosciuti in quello di destino: è fra questi il passaporto, cui a volte è necessario affiancare uno specifico visto e che ha proprio la funzione di garantire che il paese di origine non ha impedimenti da opporre al trasferimento, oppure la carta d'identità, sufficiente ad esempio per l'espatrio tra i paesi dell'Unione europea.
Possono ostare all'espatrio motivi legati al diritto penale (dalla sottoposizione a misure cautelari e di sicurezza, ad esempio per pendenza di giudizio), al diritto di famiglia (obblighi di mantenimento oppure, per i minori, assenza del consenso degli esercenti la patria potestà), o ad altre norme interne. E possono esserci ragioni di ordine politico a impedire ingresso o uscita del viaggiatore, raramente generalizzati, più spesso per provenienze o destinazioni fra due o più specifici paesi.
I varchi di frontiera sono anche un importante punto di controllo per il rintraccio di persone ricercate; le polizie di Stati aderenti a organizzazioni internazionali, come ad esempio l'Interpol, eseguono la cattura di soggetti per i quali siano stati spiccati mandati che i rispettivi ordinamenti considerano mutuamente vincolanti. La polizia di frontiera è inoltre addetta all'esecuzione di operazioni di estradizione e sovrintende ad alcune operazioni relative alla richiesta ed eventuale concessione dell'asilo politico.

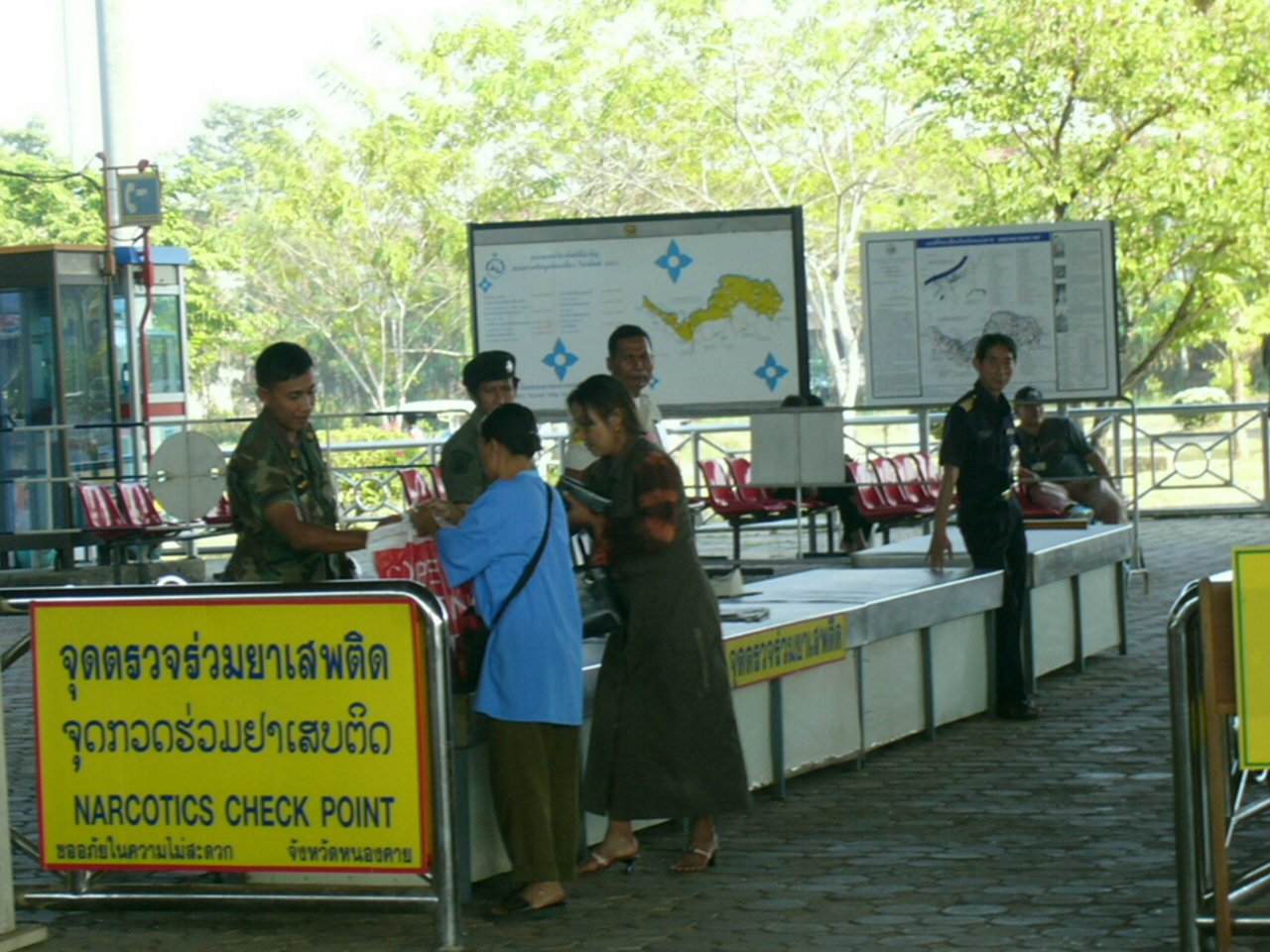
Controlli di frontiera al confine fra Laos e Thailandia

### Il controllo delle merci
Rispondente classicamente a funzioni doganali o daziarie, il controllo delle merci fornisce la verifica della regolarità delle importazioni e delle esportazioni di merci.
Sulle importazioni si applica la tutela dell'ordinamento avverso l'introduzione nel paese di materie non consentite; sono fra queste principalmente la droga e le armi, ma ve ne sono di molti generi. In tempi recenti si è, ad esempio, accresciuta l'esigenza di controllare il traffico di materiali radioattivi, di pietre preziose, di organi umani o di animali protetti.
Sulle esportazioni si verifica invece che quanto esce dal paese possa legittimamente essere trasferito. Per l'Italia, ad esempio, è di crescente rilievo il contrasto al traffico di opere d'arte, di provenienza furtiva o comunque ricadenti nella normativa di tutela nazionale. Un elemento di decrescente attenzione, ma tuttavia sempre presente, è rappresentato invece dall'esportazione di informazioni e documenti riguardanti la sicurezza nazionale; la funzione di controspionaggio resta uno dei compiti più delicati della polizia di frontiera.
Sulle esportazioni consentite si verifica l'eventuale disciplina premiale che molti ordinamenti attribuiscono a quei soggetti che esportano per commercio.
La diversa imposizione fiscale fra paesi confinanti (nel caso di frontiere marittime o aeree, però, sono confinanti tutti i paesi dai quali sia possibile rispettivamente provenire e introdursi), può rendere di particolare criticità la verifica di eventuali tentativi di elusione o vera e propria evasione di obblighi tributari.

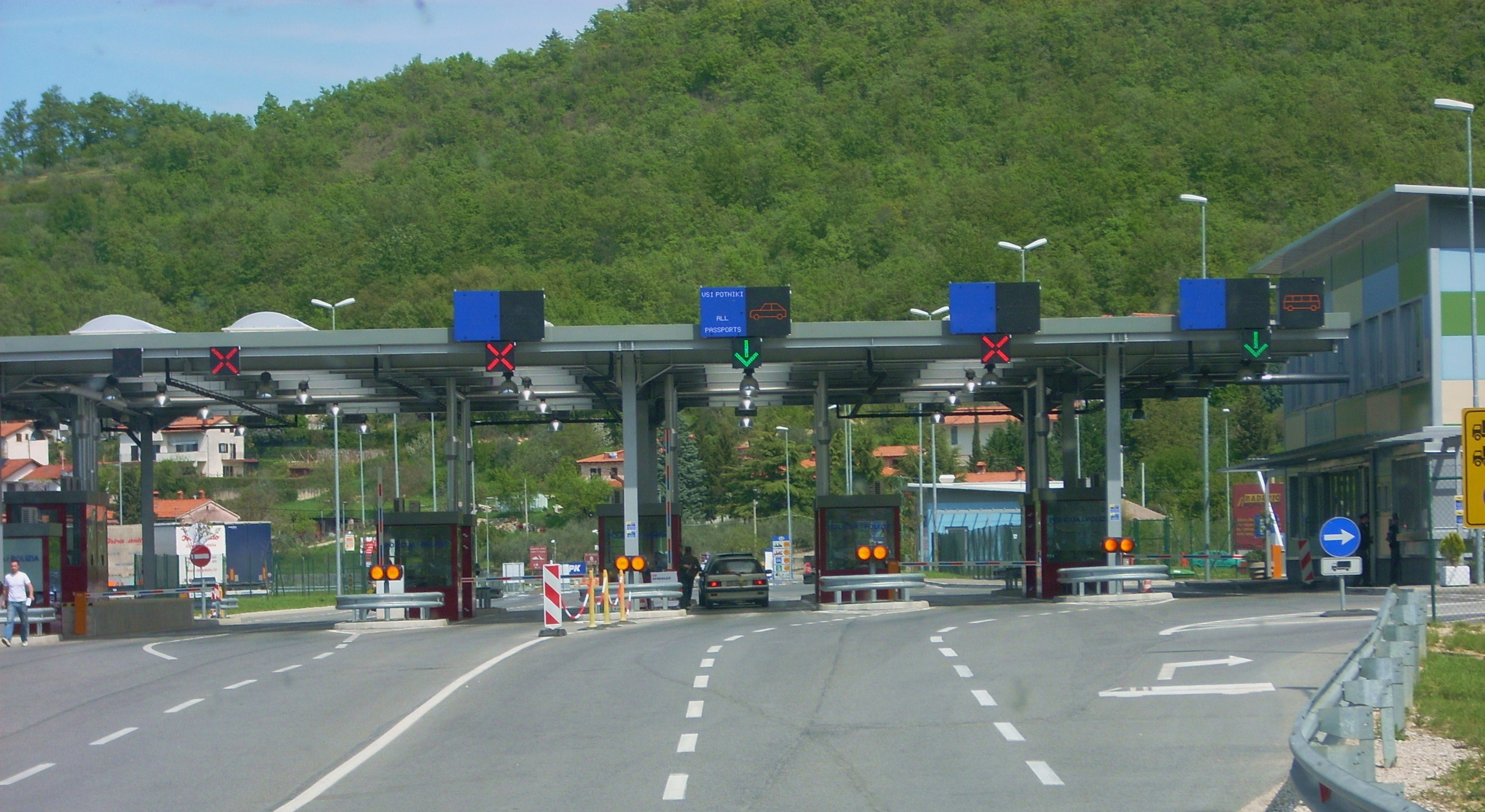
Frontiera tra Slovenia e Croazia

## Nel mondo

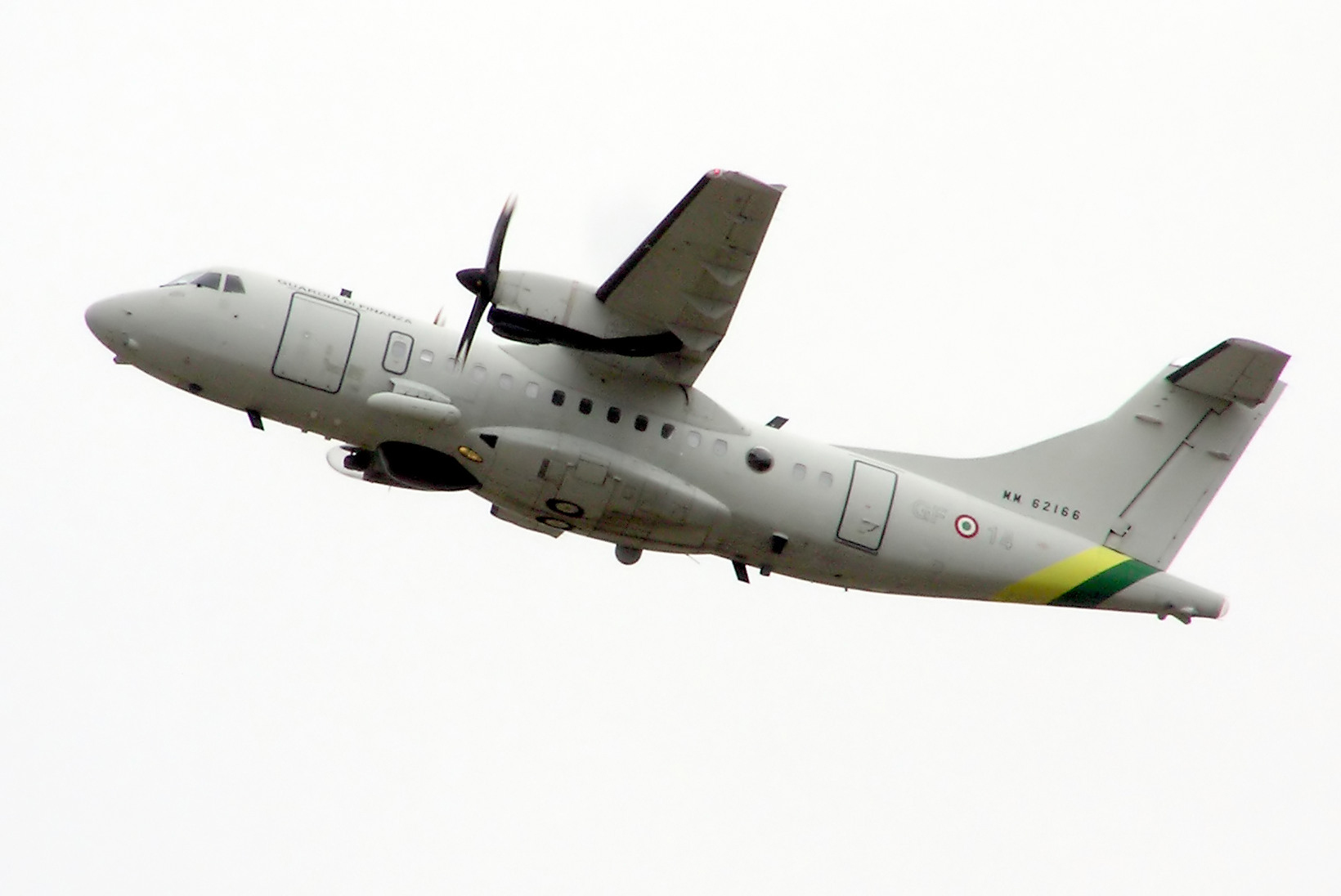
La cooperazione fra le polizie di frontiera dell'Unione europea è particolarmente attiva sul fronte del contrasto all'immigrazione clandestina. Questa attività impegna buona parte delle risorse delle forze di frontiera marittima, che si avvalgono per il pattugliamento di un efficace supporto aereo. Nella foto un ATR-42 in dotazione alla Guardia di finanza.

Nell'Unione europea gli accordi di Schengen, che hanno eliminato sistematici controlli ai confini dei paesi aderenti all'Area Schengen, non hanno tuttavia soppresso i corpi/specialità di polizia di frontiera. A fini di coordinamento, sono stati riconosciuti alcuni corpi nazionali legittimati alle funzioni di polizia di frontiera:
- Austria: Bundespolizei (Polizia federale)
- Belgio: Police Fédérale-Federale Politie
- Cipro: Αστυνομία Κύπρου (Polizia di Cipro), Τμήμα Τελωνείων (Dipartimento delle dogane e accise)
- Danimarca: Det danske politi (Polizia danese)
- Estonia: Piirivalveamet (Ufficio della Guardia di frontiera) e Tolliamet (Ufficio delle tasse e delle dogane)
- Finlandia: Guardia di frontiera (responsabilità principale), Dogane e Polizia
- Repubblica francese:
  - per le verifiche ai valichi di frontiera: Direction centrale de la police aux frontières, Direction générale des douanes et droits indirects;
  - per la sorveglianza fra i valichi di frontiera: servizi della Direction générale de la police nationale, ovvero Direction centrale de la police aux frontières, Direction générale des douanes et droits indirects, Gendarmerie nationale e Marine nationale
- Germania: Bundespolizei (Polizia federale), Dogane e Polizia dello Stato Federale in Baviera, Brema e Amburgo
- Grecia: Ελληνική Αστυνομία (Helliniki Astynomia — Polizia ellenica), Λιμενικό Σώμα (Limeniko Soma — Guardia costiera ellenica), Τελωνεία (Telonia — Dogane)
- Islanda: Ríkislögreglustjóri (Direzione generale della polizia nazionale), Lögreglustjórar (Capi delle circoscrizioni di polizia)
- Italia: Polizia di Stato, che si avvale in taluni casi eccezionali della collaborazione di Guardia di finanza, Carabinieri
- Lettonia: Valsts robežsardze (Guardia nazionale di frontiera)
- Lituania: Servizio della Guardia nazionale di frontiera alle dipendenze del Ministero dell'interno
- Lussemburgo: Service de Contrôle à l'Aéroport (SCA) de la Police grand-ducale (Divisione speciale di polizia all'aeroporto)
- Malta: Polizia dell'immigrazione e Dipartimento delle dogane
- Norvegia: Polizia (responsabilità principale), con l'assistenza in alcuni casi di Dogane o forze armate (più precisamente i guardiacoste o la guarnigione Varanger-Sud)
- Paesi Bassi: Koninklijke Marechaussée, Dogana (dazi ed accise), Polizia comunale a Rotterdam (porto)
- Polonia: straż graniczna (Guardia di frontiera)
- Portogallo: "Agência para a Integração, Migrações e Asilo", Brigada Fiscal da Guarda Nacional Repúblicana
- Regno Unito: UK Border Agency
- Repubblica Ceca: Servizio di polizia degli stranieri e di frontiera, Dogane
- Serbia: Policija Srbije (Polizia serba) - Uprava granične policije (Dipartimento della polizia di frontiera)
- Slovacchia: Polizia di frontiera e Dogane
- Slovenia: slovenska policija (Polizia slovena)
- Spagna: Cuerpo Nacional de Policía, Guardia Civil, Servicios de Aduanas
- Svezia: Polizia (responsabilità principale), assistita da Guardiacoste, Dogane e Consiglio per l'immigrazione. Il controllo delle frontiere marittime spetta alla responsabilità autonoma dei Guardiacoste
- Svizzera: Guardia di confine
- Ungheria: Határőrség (Guardia di frontiera) e Vám-és Pénzügyőrség (Dogane), queste ultime solo ai valichi di frontiera con Ucraina, Serbia, Croazia

### Afghanistan
In Afghanistan la polizia di frontiera presidia la frontiera terrestre e assume particolare rilevanza nella provincia di Herat, per via dell'importante confine con l'Iran.

### Italia

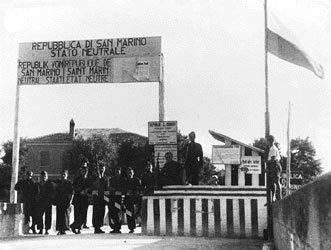
La polizia di frontiera di San Marino durante la seconda guerra mondiale

In Italia la polizia di frontiera dipende dal Dipartimento della pubblica sicurezza e in particolare dalla Direzione centrale della polizia dell'immigrazione e delle frontiere. SI hanno servizi di:
- polizia di frontiera terrestre, per quelle frontiere il cui confine è costituito da una separazione politica di un territorio emerso. Fa parte di questa branca anche l'attività di polizia ferroviaria espletata su convogli a percorso internazionale;
- polizia di frontiera aerea, per quelle frontiere costituite da aeroporti, eliporti, aviosuperfici e altri scali nei quali lo straniero possa atterrare al fine di entrare in un paese;
- polizia di frontiera marittima, per quelle frontiere costituite da porti e approdi in genere sulla riva del mare, dai quali lo straniero possa accedere al paese o il cittadino uscirne; a questi effetti si considerano incluse in questa specialità, o al più condivise con le specialità terrestri, le frontiere lacuali e in genere tutte quelle rivierasche su acque interne, anche di fiume, quando le rive non appartengano a un solo Stato.

### Romania
In Romania la polizia di frontiera è una struttura del Ministero dell'amministrazione e dell'interno rumeno, responsabile della sicurezza delle frontiere e il controllo dei passaporti ai valichi della frontiera, aeroporti e porti.

### Russia
In Russia la polizia di frontiera è una componente del Federal'naja Služba Bezopasnosti incaricata del pattugliamento dei confini della Federazione russa.

### Stati Uniti d'America
Negli Stati Uniti la polizia di frontiera dipende dal Customs and Border Protection (CBP), componente del Department of Homeland Security (DHS). La sua missione è quella di individuare e prevenire l'arrivo di immigrati clandestini, terroristi o armi negli Stati Uniti, e prevenire il traffico illegale di persone e il contrabbando.